# ميدالية كالكهوف
ميدالية كالكهوف هي جائزة أدبية تُمنح من الجمعية الألمانية لهواة جمع الطوابع تقديرًا لمساهماتٍ بارزة في أدب هواة جمع الطوابع باللغة الألمانية.
أُنشئت هذهِ الجائزة تكريمًا لفرانز كالكهوف عام 1950، بمناسبة عيد ميلادهِ التسعين، وكان هو أول من نالها عام 1951. تتميز الميدالية بصورة بارزة لهُ محفورة بالفضة، ويبلغ قطرها 50 مليمترًا. وتُمنح كل عامين.

## الفائزون بالجائزة 1951-1969
| - 1951 - فرانز كالكهوف - 1953 - كريستوف أوتو مولر - 1955 - كارل ث. ماير - 1957 - كيرت زيركينباخ - 1959 - سيغفريد آشر | - 1961 - أولريش هاغر - 1963 - فيرنر مونزبيرج - 1965 - كارل كناور - 1967 - ك.ك.ولتر - 1969 - هانز فايدليتش |

## الفائزون بالجوائز منذ 1972
| - 1972 - كيرت كارل دوبيرر - 1974 - فريتز جيديك - 1976 - إميل دبليو ميوز - 1978 - إروين بروبست - 1980 - هانز إيغون فيسبر - 1982 – فيلهلم جيه فليتمان - 1984 - رولف ريتر - 1987 – هانز يواكيم أندرسون (بدلاً من 1986) - 1988 - وولف جي بيليكان | - 1990 – فريدريش سبالينك - 1992 – هورست هيل - 1994 – ألفريد ميشينموسر - 1996 – هاينز جايجر - 1998 – هيلموت أويليكر - 2000 – إنغو فون غارنييه - 2002 – هانز ماير - 2004 – كارل هايمان - 2004 – كارل زانجيرلي | - 2006 – راينر لوتجنز - 2008 – بيتر فيشر - 2010 – إنجي رييس - 2010 – والتر كولهاس - 2012 – أندرياس هان - 2014 – هانسبيرتر فريش - 2016 – بيتر تيتشاتزكي - 2017 – أرمين ناب |

## الأدب
- كارل ريتشارد برول: "تاريخ هواية جمع الطوابع". المجلد الثاني، دار نشر أولمز، هيلدسهايم، 1985، ISBN 3-487-07618-7، الصفحة 1142.

## روابط خارجية
- ميدالية كالكهوف من جمعية هواة جمع الطوابع الألمان